# Terceira Teoria Universal
A Terceira Teoria Universal, também conhecida como a Terceira Teoria Internacional (em árabe: نظرية عالمية ثالثة), alcunhada de Gaddafismo, é a doutrina política concebida pelo Coronel Muammar Gaddafi e exposta em seu Livro Verde, especialmente na segunda parte, onde são tratados os Fundamentos econômicos da terceira teoria universal e, na terceira parte, intitulada Fundamentos sociais da terceira teoria universal. 

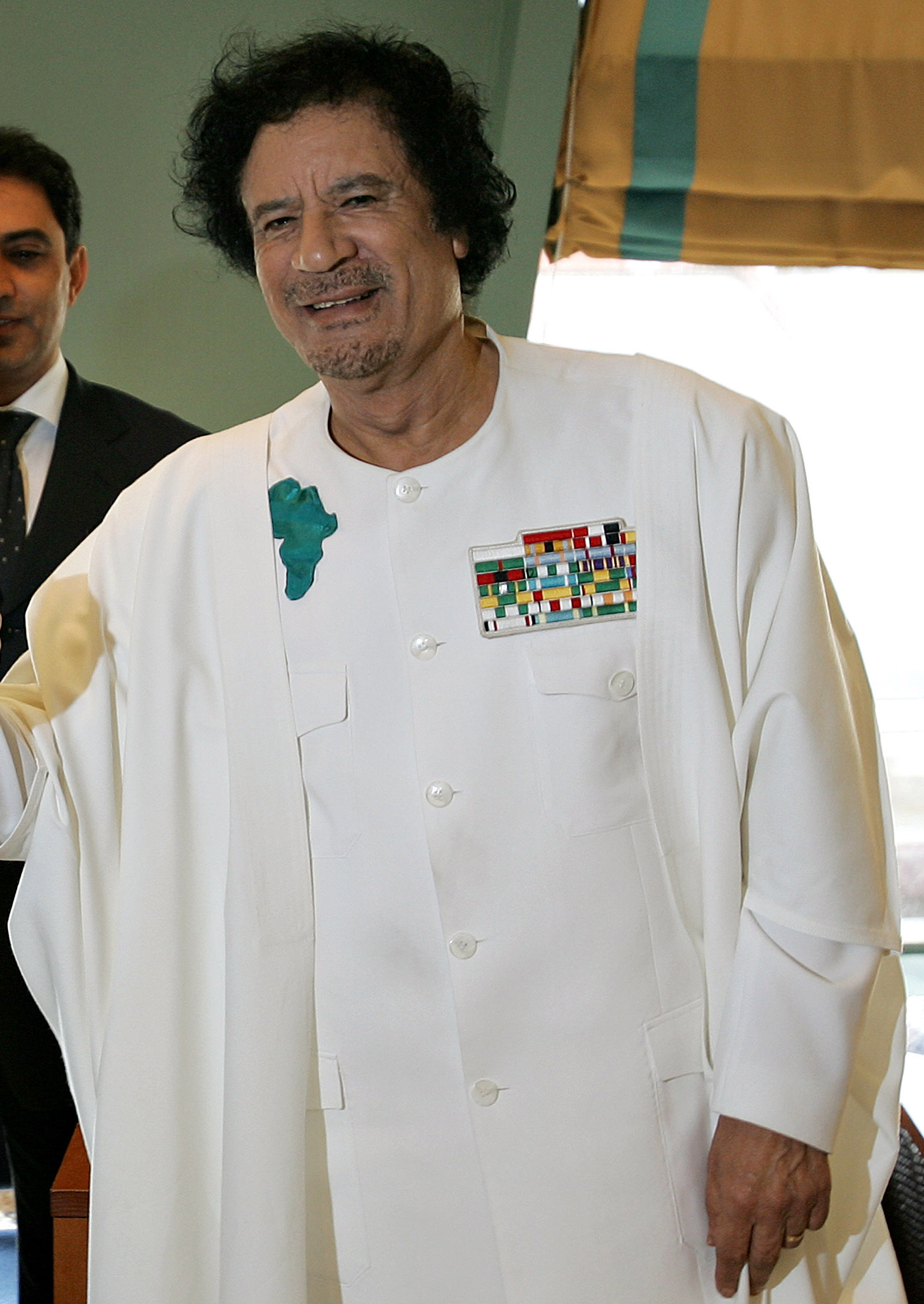
Muammar Gaddafi em 2006.

Apresentada como uma terceira via constituindo uma alternativa ao capitalismo explorador e ao comunismo totalitário, a Terceira Teoria Universal serviu como base ideológica para o regime da Grande Jamahiriya Árabe Líbia Popular Socialista, o nome oficial adotado pela Líbia em 1977. Nesta doutrina, que aborda os aspectos políticos, religiosos, culturais e sociais, Muammar Gaddafi preconiza inclusive a aplicação de um método de governo baseado na democracia direta, no qual o povo governaria sem intermediários.
Foi inspirado em parte pelo socialismo islâmico, pelo nacionalismo árabe, pelo nacionalismo africano e em parte pelos princípios da democracia direta. Possui semelhanças com o sistema de autogestão municipal na Iugoslávia Titoísta e na Terceira Via Iugoslava durante os anos 1960, 1970 e 1980, tal como foi desenvolvido por Edvard Kardelj. 